# Lifecycles: A Story of AIDS in Malawi
Lifecycles: A Story of AIDS in Malawi est un film documentaire canadien réalisé par Sierra Bellows et Doug Karr, sorti en 2003. Il est consacré à l'épidémie de sida au Malawi.

## Synopsis
Le film est un documentaire d'une heure tourné en huit mois au Malawi. Il donne une perspective détaillée sur la vie quotidienne des personnes atteintes du HIV et du sida dans ce pays. 

## Fiche technique
- Titre : Lifecycles: A Story of AIDS in Malawi
- Réalisation : Sierra Bellows, Doug Karr
- Musique : Alden Karr, Bobby McFerrin
- Montage : Sierra Bellows, Doug Karr
- Production : Walter Forsyth, Doug Karr, Norman Phiri
- Durée : une heure
- Pays :  Canada
- Langue : anglais